# エクストリーム・ハニー
エクストリーム・ハニー(Extreme Honey: The Very Best of the Warner Bros. Years)は、1997年発表のエルヴィス・コステロのアルバム。
ワーナー・ブラザース・レコード在籍中に発表した5枚のアルバムの中から16曲を選曲。新曲の『ザ・ブリッジ・アイ・バーンド』およびブライアン・イーノと組んだ『マイ・ダーク・ライフ』はボーナス・トラックといった感がある。

## 収録曲
1. ザ・ブリッジ・アイ・バーンド - The Bridge I Burned - 5:21
2. ヴェロニカ - Veronica - 3:10
3. サルキー・ガール - Sulky Girl - 5:08
4. ソー・ライク・キャンディ - So Like Candy - 4:38
5. 13ステップス・リード・ダウン - 13 Steps Lead Down - 3:18
6. オール・ディス・ユースレス・ビューティー - All This Useless Beauty - 4:37
7. マイ・ダーク・ライフ - My Dark Life - 6:19
8. ジ・アザー・サイド・オブ・サマー - The Other Side of Summer - 3:57
9. カインダー・マーダー - Kinder Murder - 3:26
10. ディープ・ダーク・トゥルースフル・ミラー - Deep Dark Truthful Mirror - 4:05
11. ハリー・ダウン・ドゥームズ・デイ - Hurry Down Doomsday (The Bugs Are Taking Over) - 4:03
12. プア・フラクチュアド・アトラス - Poor Fractured Atlas - 4:02
13. バーズ・ウィル・スティル・ビー・シンギング - The Birds Will Still Be Singing - 4:24
14. ロンドンのブリリアント・パレード - London's Brilliant Parade - 4:24
15. トランプ・ザ・ダート・ダウン - Tramp the Dirt Down - 5:40
16. クドゥント・コール・イット・アンエクスペクティッド No.4 - Couldn't Call It Unexpected No. 4 - 3:47
17. アイ・ウォント・トゥ・ヴァニッシュ - I Want to Vanish - 3:13
18. この怒り・・・ - All the Rage - 3:52